# 茹爾賓齊 (別爾季切夫區)
49°58′46″N 28°42′57″E / 49.97944°N 28.71583°E
茹爾賓齊（烏克蘭語：Журбинці），是烏克蘭的村落，位於該國北部日托米爾州，由別爾季切夫區負責管轄，面積2.15平方公里，海拔高度240米，2001年人口287，人口密度每平方公里133.36人。